# Bastón de mariscal

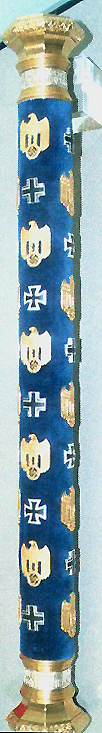
"Bastón de Mariscal", perteneciente al mariscal general von Richthofen (III. Reich - "réplica del original).

El bastón de mariscal o bengala es un bastón especialmente decorado que —en los países donde esa dignidad militar existe— exhiben los mariscales, como signo de su elevada jerarquía o de muestra de su calidad militar y social.

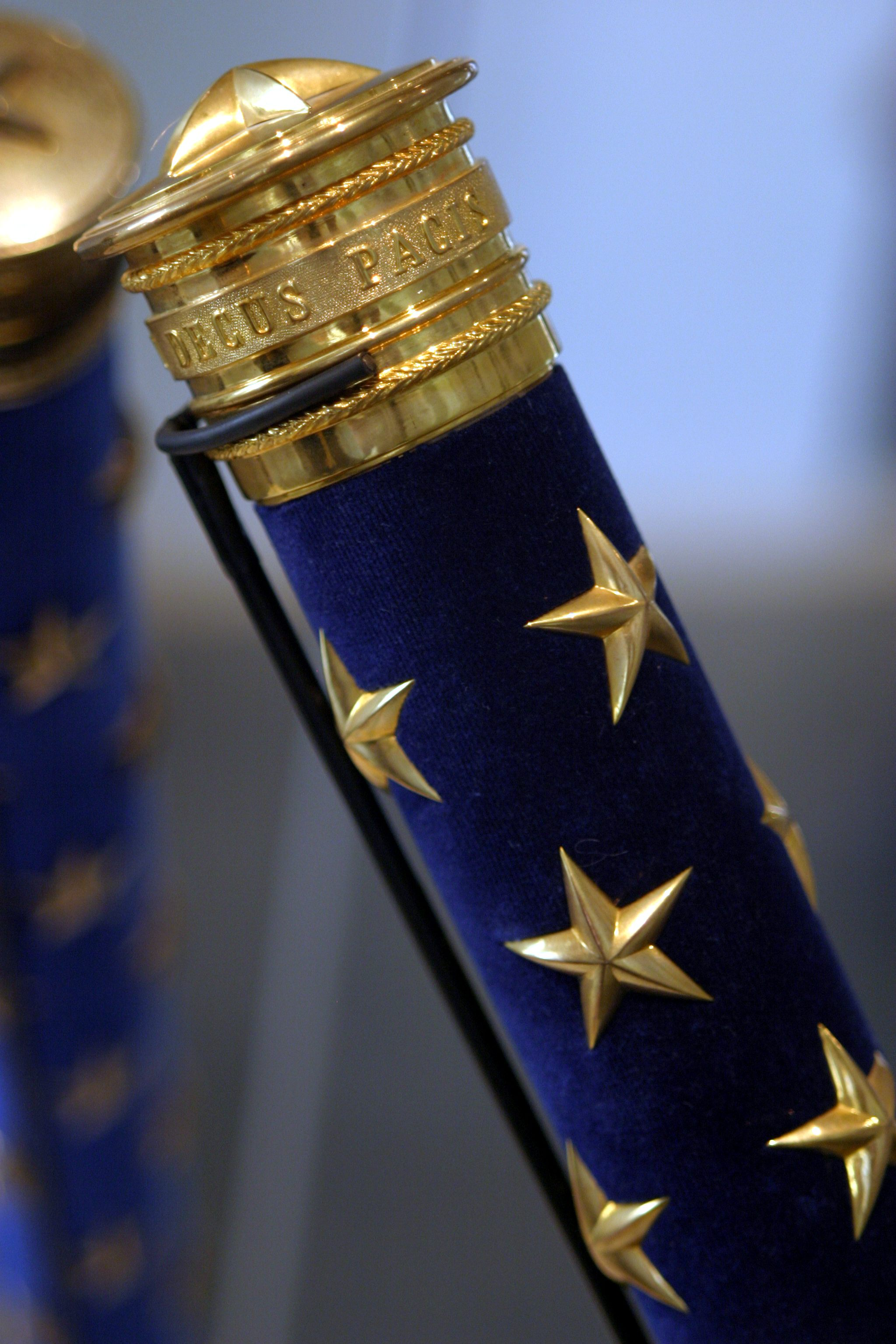
Bastón de un Mariscal de Francia, expuesto en el Musée de l'Armée.

## Historia
El bastón o vara de mando tiene su origen en la vara que recibían los cónsules de Roma y que representaban el mando supremo sobre cada una de las varas de mando del haz de las tribus romanas que componían el pueblo romano. Con el tiempo éstas fueron extendidas a los legados romanos con potestad civil y militar en las provincias del Imperio.
La denominación marschall viene del contorno medieval germánico. El Marstall era la edificación donde se almacenaban los utensilios para los caballos. El marschall era el encomendado de atender y administrar los caballos y establos. En francés se le llamaba (y es el término actual) maréchal. Más tarde se le llamó mariscal o maestro de los establos (Stallmeister) al jefe de patio. En los ducados, el encargado de la casa del duque recibía el nombre de Hofmarschall (mariscal de la casa). Durante los viajes, el mariscal pasaba a ser Obermarschall (gran mariscal), y era el delegado de administrar las posesiones del duque, en su ausencia. En ocasiones festivas, el mariscal llevaba una vara larga en señal de su cargo y con la cual hacía una división en la pizarra del mariscal para las personas que no tenían algún puesto definido dentro del ducado. Esa disciplina se sigue viendo hoy en día en patios ingleses. En la época medieval, aquel que poseía una Marschallstab o Kommandostab (bastón de mando, vara de comando), era considerado el oficial de más alto rango. En muchos ejércitos europeos de la antigüedad, el Generalfeldmarschall fue considerado el comandante más antiguo del ejército.

### Bastones de mariscal en Alemania
En Alemania se introdujeron los bastones de mariscal a mediados del siglo XIX, tras la muerte de Arthur Wellesey, quien era un general mariscal honorario del ejército prusiano. Antes de su funeral se dictó que en su sepulcro debía llevar un bastón de mariscal inglés a su tumba, y entonces se mandó a fabricar un bastón de mariscal prusiano para que igualmente lo acompañara en su lecho de muerte.
El bastón de mariscal prusiano, de tan sólo 30 cm de largo, se exponía con un fondo azul cielo, adornado con coronas reales doradas que contrastaban con emblemas de águilas heráldicas. La mayoría de los bastones prusianos se regían por el mismo diseño.
Los bastones de mariscal del ejército alemán en la época del Tercer Reich (1933-1945) eran de color rojo y los de la fuerza aérea de color azul. Estaban adornados con cruces de hierro y con el "Wehrmachtsadler" (águila símbolo del ejército), en bastones de la Luftwaffe (fuerza aérea) además presentaban distintivos de la cruz de barras (Balkenkreuz, emblema de la Luftwaffe).

### Bastones de mariscal en Inglaterra
La tradición de los bastones de mariscal ingleses data de 1736, y su forma se ha mantenido igual desde entonces. Los bastones son de color rojo compuestos con leones ingleses. En un extremo del bastón hay un caballero montado en su corcel dando muerte a un dragón. 

### Anécdotas
Se cuenta que Napoleón motivaba a sus soldados expresándoles que cada soldado tiene un bastón de mariscal en su bolsillo. Con esta expresión, se refería a que cada soldado tenía la posibilidad de llegar a ser, algún día, comandante.
- Datos: Q2014830
- Multimedia: Marshal's batons / Q2014830